# Saleh Mohammadi
Saleh Mohammad Mohammadi (* 24. Februar 1973 im damaligen Königreich Afghanistan), auch Saleh Mohammad oder Salih Mohammadi, ist ein afghanisch-pakistanischer Snookerspieler, der die Asienmeisterschaft 2013, dreimal die pakistanische Snooker-Meisterschaft sowie mehrere Bronzemedaillen bei internationalen Multisportveranstaltungen gewinnen konnte.

## Karriere
Mohammadi wanderte als Jugendlicher durch den Krieg in seinem Heimatland nach Pakistan aus, wo er anfing, Snooker zu spielen. Seit Anfang der 1990er-Jahre war Mohammadi einer der führenden Snookerspieler Pakistans. Nachdem er bereits 1994 Vize-Meister geworden war, gewann er 1995 erstmals die pakistanische Snooker-Meisterschaft. Bereits seit 1993 war er zudem regelmäßiger Teilnehmer an internationalen Turnieren. Sein erster größerer Erfolg war eine Achtelfinalteilnahme bei der Amateurweltmeisterschaft 1995. Im selben Jahr wurde er als einer von vier Repräsentanten Pakistans zur professionellen Red and White Challenge eingeladen, er verlor aber bereits sein Auftaktspiel gegen David Roe. Sein Rekord von 1995 verbesserte Mohammadi bei der Amateurweltmeisterschaft 1998, als er das Halbfinale erreichte. Später im Jahr gewann er im Doppel- und im Team-Wettbewerb der Asienspiele 1998 je eine Bronze-Medaille. Zudem wurde er nach seinen ganzen Erfolgen als Amateur zur Saison 1998/99 Profispieler. Er verlor aber jedes einzelne Auftaktspiel und zog sich bereits vor Saisonende vom Profistatus zurück. Ohne es auf die Snookerweltrangliste geschafft zu haben, wurde er 1999 wieder zum Amateur degradiert. Als solcher gewann er 1999 direkt zum zweiten Mal die pakistanische Snooker-Meisterschaft.
Auch in den nächsten Jahren gehörte er weiterhin zu den besten Spielern Pakistans. Im Jahr 2000 und im Jahr 2008 wurde er erneut Pakistans Vize-Meister, im Jahr 2005 siegte er zum dritten Mal bei diesem Turnier. In dieser Zeit nahm er auch mit einigem Erfolg an internationalen Turnieren teil. So gewann er bei den Asienspielen 2002 zwei weitere Bronze-Medaillen. Bei der Asienmeisterschaft verlor er im gleichen Zeitraum dreimal erst im Halbfinale. Auch bei der Amateurweltmeisterschaft stand er regelmäßig in der Finalrunde. Bei der Ausgabe 2003 erreichte er sogar das Finale, unterlag dann aber dem jungen Inder Pankaj Advani. Darüber hinaus wurde Mohammadi zum professionellen 6-Red Snooker International 2008 eingeladen, bei dem er bis ins Viertelfinale kommen konnte. Weitere Teilnahmen an internationalen Turnieren folgten in den folgenden Jahren, allerdings mit weniger Erfolg. Allerdings trat er bei der Amateurweltmeisterschaft 2008 zum letzten Mal für Pakistan an, denn mit der Asienmeisterschaft 2009 begann er, für sein Geburtsland Afghanistan zu starten. Des Weiteren zog Mohammadi auch privat nach Afghanistan und lebte dort in der Hauptstadt Kabul. Mittlerweile war dort relative politische Stabilität eingekehrt und Mohammadi hatte den Wunsch, sein Heimatland zu unterstützen. Gleichzeitig kam es in seinem pakistanischen Wohnort Peschawar mehrfach zu Anschlägen, was Mohammadi als weiteren Grund für seine Rückkehr nannte. In Afghanistan gehörte er zu den wichtigsten Personen beim Aufbau des dortigen Snookers; so stellte er beispielsweise ein eigenes Nationalteam auf. Des Weiteren baute er eine eigene Snookerhalle auf, die die sich zu einem wichtigen Trainingsort der Snooker-Elite Afghanistans entwickelte. Mohammadi trat dabei vor allem als Trainer und Mentor dieser Spieler auf. Daneben arbeitete Mohammadi auch in Saudi-Arabien als Billardtrainer.
Erst bei der Asienmeisterschaft 2012 kehrte der Erfolg zurück, als er bis ins Viertelfinale kam. Wenig später erreichte er bei der asiatischen Meisterschaft im Six-Red-Snooker immerhin das Achtelfinale. In derselben Saison wurde er daneben auch zur professionellen 6-Red World Championship 2012 sowie zu den professionellen World Open 2013 eingeladen. Neben einer Auftaktniederlage bei letzterem Turnier kam er beim ersten Turnier immerhin bis in die Runde der letzten 32. Zurück im asiatischen Amateursnooker zog Mohammadi noch 2013 ins Finale der Asienmeisterschaft ein und gewann dort auch den Asienmeister-Titel. Durch diesen Titel hätte er als erster Afghane professioneller Snookerspieler werden können, Mohammadi lehnte aber den ihm angebotenen Startplatz ab. An seiner Stelle wurde später der Thailänder Ratchayothin Yotharuck Profispieler. Als Amateur gewann er nur wenig später bei den Asian Indoor & Martial Arts Games 2013 im Snooker-Einzelwettbewerb eine Bronzemedaille. In den folgenden Jahren konnte Mohammadi sein Niveau halten. Neben zwei weiteren Bronzemedaillen bei den Asian Indoor & Martial Arts Games 2017 feierte er vor allem bei der Senioren-Amateurweltmeisterschaft große Erfolge. 2018 erreichte er sogar das Finale des Turnieres, unterlag dann aber klar dem dominierenden Waliser Darren Morgan. 2015 gewann er zudem zusammen mit Zemarai Hassas als afghanisches Team die Seniorensparte des IBSF World Team Cup, ironischerweise mit einem Finalsieg über Pakistan.

## Erfolge
| Ausgang         | Jahr | Turnier                                | Finalgegner     | Ergebnis |
| --------------- | ---- | -------------------------------------- | --------------- | -------- |
| Amateurturniere |      |                                        |                 |          |
| Zweiter         | 1994 | Pakistanische Snooker-Meisterschaft    | Farhan Mirza    | 7:8      |
| Sieger          | 1995 | Pakistanische Snooker-Meisterschaft    | Mohammed Shafiq | 8:5      |
| Sieger          | 1999 | Pakistanische Snooker-Meisterschaft    | Farhan Mirza    | 8:6      |
| Zweiter         | 2000 | Pakistanische Snooker-Meisterschaft    | Mohammed Yousuf | 4:8      |
| Zweiter         | 2003 | IBSF-Snookerweltmeisterschaft          | Pankaj Advani   | 6:11     |
| Sieger          | 2005 | Pakistanische Snooker-Meisterschaft    | Naveen Perwani  | 6:2      |
| Zweiter         | 2008 | Pakistanische Snooker-Meisterschaft    | Muhammad Sajjad | 3:7      |
| Sieger          | 2013 | ACBS-Snookerasienmeisterschaft         | Omar al-Kojah   | 7:2      |
| Zweiter         | 2018 | IBSF-Senioren-Snookerweltmeisterschaft | Darren Morgan   | 0:6      |